# Madeleine Brès
Pour les articles homonymes, voir Brès.
Madeleine Brès, née Madeleine Alexandrine Gebelin le 25 novembre 1842 à Bouillargues, dans le Gard, et morte le 30 novembre 1921 à Montrouge, est une femme médecin française. Elle est la première femme de nationalité française à faire des études de médecine en 1868, mais sans avoir le droit d'accéder aux concours. Elle obtient son doctorat en médecine, en 1875.
Sa thèse traite de la composition du lait maternel, et obtient la mention « extrêmement bien ». Elle exerce ensuite en puériculture, prodiguant des conseils à une clientèle privée et aux crèches municipales. En 1885, elle finance la création d'une crèche gratuite.

## Biographie
Née Gebelin, fille de charron, (et non de médecin, comme indiqué à tort dans le Dictionnaire national des contemporains), elle accompagne son père travaillant à l'hôpital de Nîmes. C'est là où, dès l'âge de 8 ans, prise en affection par une infirmière religieuse, elle apprend à suivre la visite et à donner quelques soins.
Elle a douze ans quand la famille Gebelin part pour Paris et quinze ans lorsqu'elle est mariée à Adrien-Stéphane Brès, conducteur d'omnibus, à la mairie de Lyon, le 12 avril 1858.

### Accès à la faculté

#### Contexte
Au XIXe siècle, en France, il n'existait pas d'obstacle légal explicite interdisant l'accession des femmes à la médecine. L'exclusion existe du fait même des mœurs de l'époque, la question légale ne se posait même pas, car selon Désiré Dalloz (1795-1869) « Bien que l'exercice de la médecine ne soit pas interdit aux femmes, la nature des études exigées pour être reçu à exercer cet art représente un obstacle moral à ce qu'elles puissent s'y livrer ».
Il existait cependant une barrière juridique implicite : la nécessité du baccalauréat pour s'inscrire en médecine. Ce baccalauréat devient accessible aux femmes en 1861, grâce à Julie-Victoire Daubié, première bachelière française à l'âge de 37 ans. De 1861 à 1896, 299 femmes seulement obtiendront le baccalauréat. Elles doivent cependant le préparer de façon solitaire, aucun établissement scolaire féminin ne proposant un cursus permettant de prétendre au baccalauréat (pas même les lycées de jeunes filles jusqu'en 1924).
De plus, toutes les obtentions de diplôme devaient avoir le consentement du mari ou du père, les femmes mariées n'ayant pas de majorité civile selon le droit français de l'époque. Ainsi, Jules Behier, professeur de médecine, lors de l'assemblée des professeurs discutant de l'admission ou non de Mary Putnam en 1867, « fait remarquer que la femme étant mineure par le fait du mariage et échappe donc à toute responsabilité personnelle et que par conséquent l'adoption de Mlle Putnam pourrait entraîner de graves complications ».

#### Admission

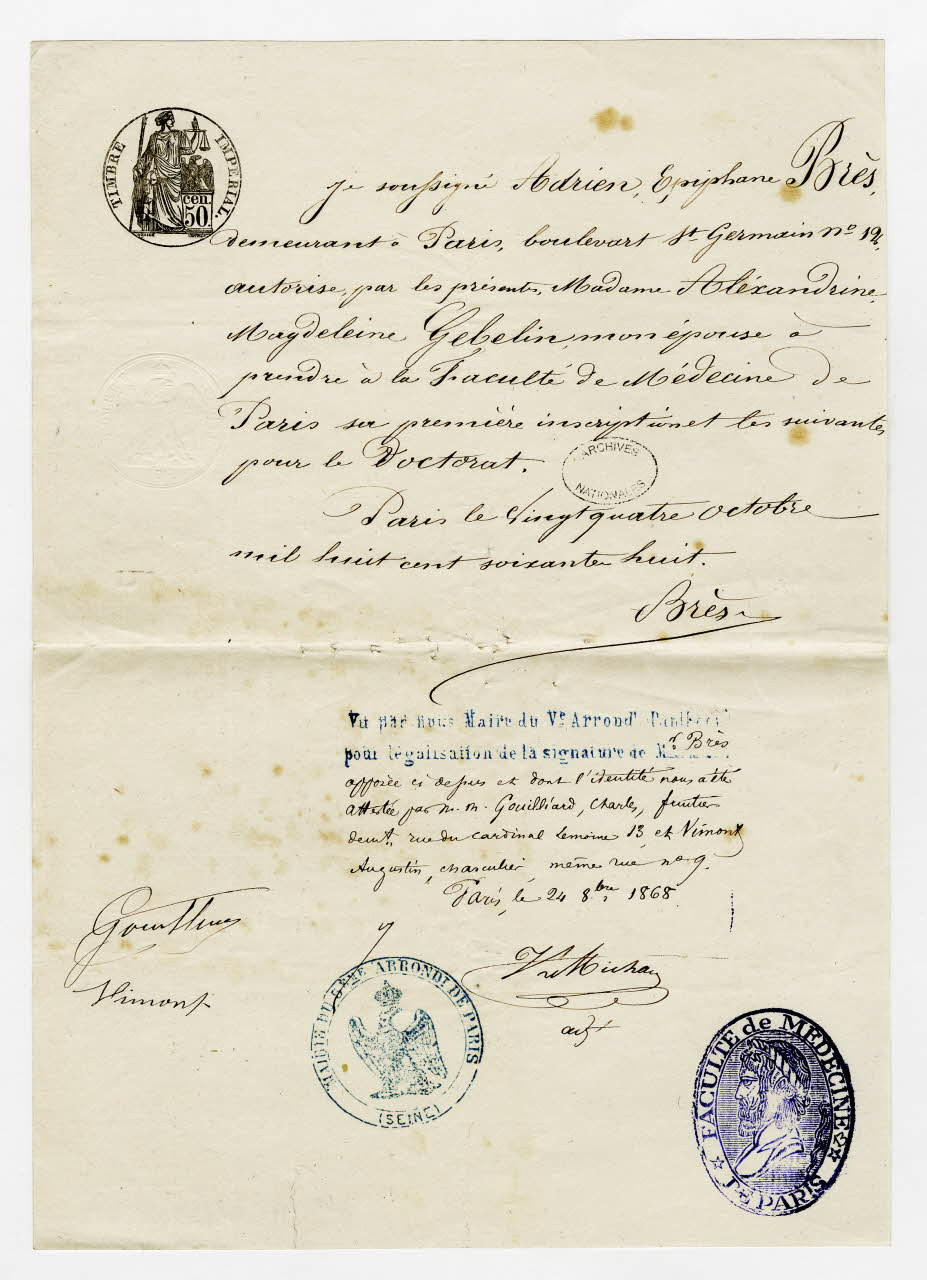
Attestation d'Adrien Brès autorisant son épouse Madeleine Brès à s'inscrire à la faculté de médecine de Paris (24 octobre 1868) Archives nationales - AJ-16-6885.

Madeleine Brès se présente en 1866 devant le doyen de la faculté de médecine de Paris, Charles Adolphe Wurtz et lui demande son autorisation pour s’inscrire à la faculté. Ce dernier lui conseille de passer son baccalauréat de lettres et de sciences restreintes.
En 1868, par un concours de circonstances extraordinaire, les femmes sont admises à s’inscrire en médecine. Le doyen Wurtz est favorable aux femmes, le ministre de l’instruction publique Victor Duruy est partisan de l’éducation des jeunes filles et le conseil des ministres est présidé ce jour-là par une femme, l'impératrice Eugénie. Celle-ci, se référant à la loi du 19 ventôse an XI proclamant la liberté du travail, obtient que soit acceptée l’inscription de Madeleine Brès, acquise après délibération en conseil des ministres. Madeleine Brès passe sa thèse en 1875.
Cette année-là, quatre femmes s’inscrivent à la faculté de médecine, outre la Française Madeleine Brès, il y a trois étrangères : l’Américaine Mary Putnam, la Russe Catherine Gontcharoff et la Britannique Elizabeth Garrett — détentrices des diplômes nationaux reconnus équivalents au baccalauréat.
Madeleine Brès, alors âgée de 26 ans, est mère de trois enfants ; le maire du 5e arrondissement reçoit le consentement de son mari.

Reflétant le sentiment général de la communauté universitaire et médicale, le docteur Henri Montanier écrit en 1868 dans la Gazette des hôpitaux : 
« pour faire une femme médecin, il faut lui faire perdre la sensibilité, la timidité, la pudeur, l’endurcir par la vue des choses les plus horribles et les plus effrayantes […] Lorsque la femme en serait arrivée là, je me le demande, que resterait-il de la femme ? Un être qui ne serait plus ni une jeune fille ni une femme ni une épouse ni une mère ! ».

### Accès refusé aux concours
Ses études sont méritoires : dans sa deuxième année de médecine, en 1869, elle est élève stagiaire dans le service du professeur Broca à l'hôpital de la Pitié. Dans sa troisième année, de septembre 1870 à juillet 1871, elle fait fonction d'interne (la fonction sans le titre, « interne provisoire ») dans le même service, du fait de la guerre franco-allemande et du départ pour le front de nombreux médecins des hôpitaux. Durant le siège de Paris et sous la Commune, elle reste fidèle à son poste, se faisant remarquer par son zèle et son dévouement.
À cet égard, les certificats des médecins et de l'administration hospitalière sont élogieux. Le professeur Broca écrit : « Madame Brès, sur ma proposition, fut désignée comme interne provisoire. En cette qualité, pendant les deux sièges de Paris, et jusqu'au mois de juillet 1871, elle a fait son service avec une exactitude que n'a pas interrompu le bombardement de l'hôpital. Son service a toujours été bien fait et sa tenue irréprochable ». « Le doyen Wurtz a encore aggravé les choses en écrivant que par sa tenue parfaite, elle a « justifié l'ouverture de nos cours aux élèves du sexe féminin » ».

Lorsqu'elle entame sa quatrième année, elle demande à présenter le concours de l'externat d'octobre 1871. Malgré l'appui du professeur Broca, le directeur des hôpitaux de l'Assistance publique lui refuse cette possibilité le 21 décembre 1871, avec la motivation suivante :
« S'il ne s'était agi que de vous personnellement, je crois pouvoir vous dire que l'autorisation eût été probablement accordée. Mais le Conseil a compris qu'il ne pouvait ainsi restreindre la question et l'examinant en thèse générale dans son application et ses conséquences d'avenir, le Conseil a eu le regret de ne pouvoir autoriser l'innovation que notre Administration aurait consacrée ». 
Madeleine Brès n'insiste pas. L'accès des étudiantes en médecine au concours d'externat ne sera effectif qu'en 1882, lorsque Blanche Edwards-Pilliet (1848-1941) devient la première française externe des hôpitaux. Le concours de l'Internat ne sera ouvert aux femmes qu'en 1886, la première Française interne titulaire étant Marthe Francillon-Lobre (1873-1956), reçue au concours de 1900.

### Carrière

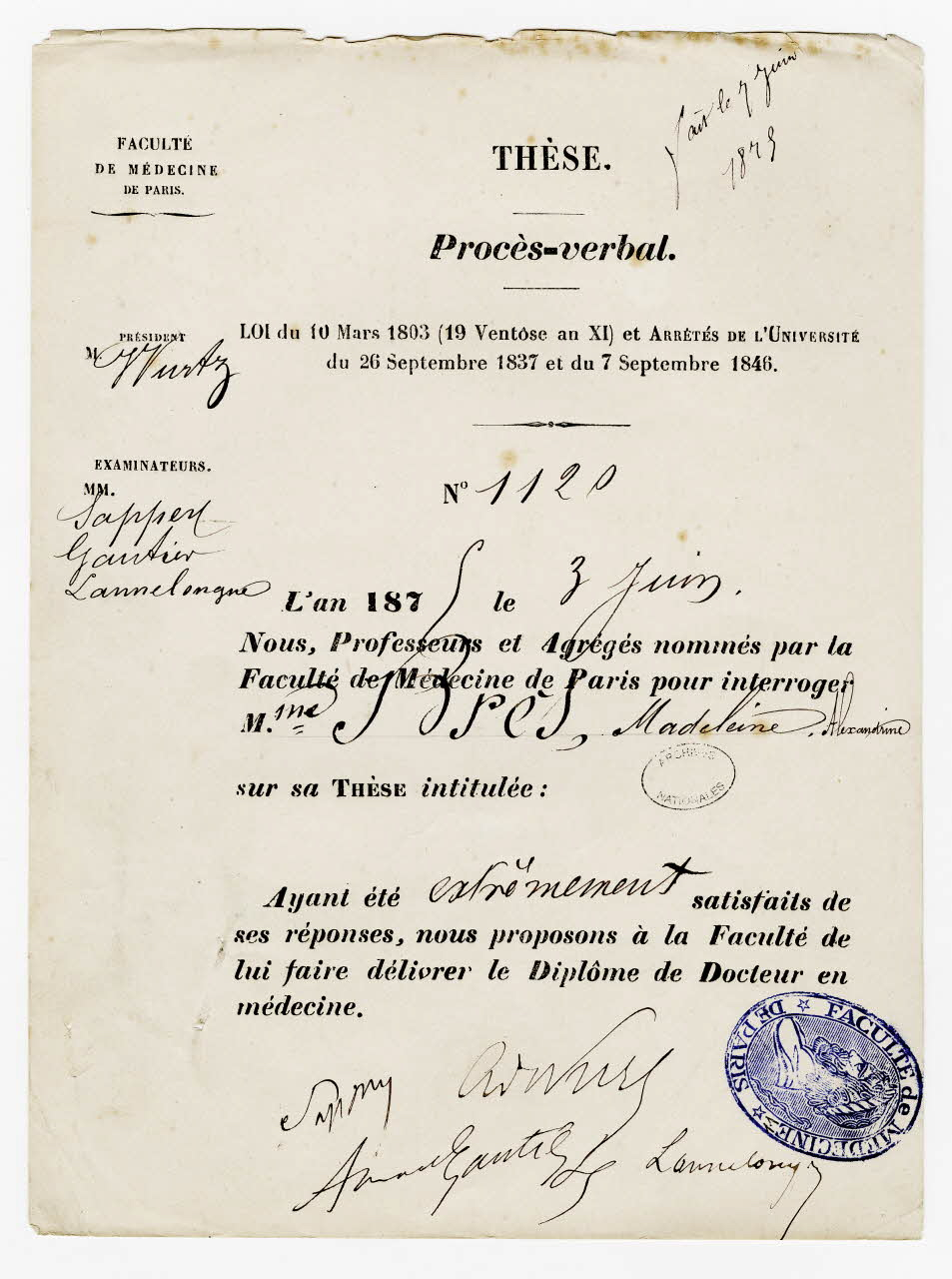
Procès-verbal de soutenance de thèse de Madeleine Brès - Archives nationales - AJ-16-6885-1.

Parallèlement à ses études de médecine, elle passe 4 ans au Muséum d'histoire naturelle chez Edmond Frémy et trois ans dans le laboratoire de Charles Adolphe Wurtz, où elle prépare une thèse de recherche, soutenue le 3 juin 1875. Son sujet est De la mamelle et de l'allaitement : elle montre que la composition chimique du lait maternel se modifie au cours de l'allaitement pour correspondre aux besoins du développement de l'enfant.
Elle obtient la mention « extrêmement bien » et sa thèse est très remarquée en France et à l'étranger. Elle devient ainsi la première Française docteur en médecine, mais elle n'est pas la première à l'obtenir en France, la Britannique Elizabeth Garrett Anderson l'ayant devancée de cinq ans.
Veuve, elle a la charge de trois enfants. Elle décide de s'installer en ville, rue Boissy-d'Anglas, et de se spécialiser dans la relation entre la mère et son bébé, ainsi que dans l'hygiène des jeunes enfants. Elle se crée une riche clientèle bourgeoise.
Elle est chargée, par le préfet de la Seine, d'enseignement (causeries et conférences) aux directrices et différents personnels des écoles maternelles, crèches et garderies des vingt arrondissements de Paris.
En 1885, elle fonde sa propre crèche, 83 rue Nollet dans le quartier des Batignolles, où sont soignés et gardés gratuitement les enfants jusqu'à l'âge de 3 ans. Cette institution, qu'elle soutient avec son propre argent, sera visitée par Théophile Roussel, puis par l'épouse du président de la République Marie-Louise Loubet.
En 1891, en mission pour le ministre de l'Intérieur, elle part en Suisse étudier l'organisation et le fonctionnement des crèches et des asiles.
Elle dirige le journal Hygiène de la femme et de l'enfant et est l'auteure de plusieurs livres de puériculture.
Elle meurt à l'âge de 79 ans, presque aveugle et dans la pauvreté.

### Distinctions
- Officier d'académie (1875) ;
- Officier de l'Instruction publique (1885) ;
- Plusieurs fois médaillée de la faculté de médecine de Paris[5].

## Publications
- De la mamelle et de l'allaitement, E. Martinet, 1875 (lire en ligne)Thèse pour le doctorat en médecine présentée et soutenue le jeudi 3 juin 1875
- L'Allaitement artificiel et le biberon, Paris, G. Masson, 1877, 77 p. lire en ligne sur Gallica.
- Analyse du lait des femmes galibies, 1882. Il s'agit de femmes caraïbes, alors en exhibition au Jardin d'acclimatation[5].
- Mamans et bébés, 1899.

## Hommages

### Rues

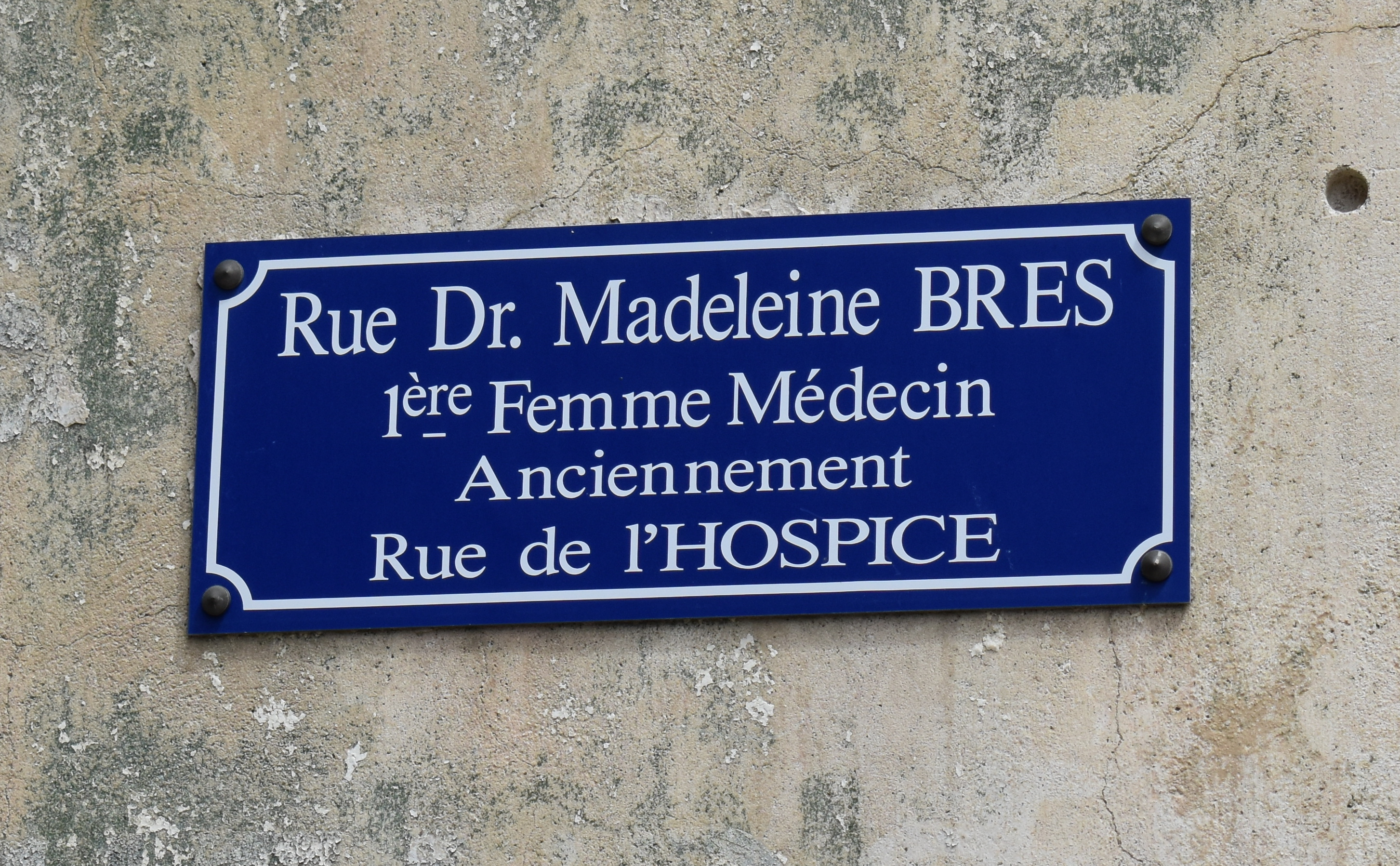
Rue portant son nom à Limoux.

- Une rue de Bouillargues (sa commune de naissance) porte son nom.
- Une rue du 13e arrondissement de Paris porte son nom.
- Une rue de Besançon (proche de la clinique Saint-Vincent) porte son nom.
- Une voie de Nantes porte son nom[20] ainsi qu'à Saint-Herblain, Basse-Goulaine, Lesneven et Les Sables-d'Olonne (ancienne impasse Françoise Dolto de Château-d'Olonne).
- Une rue de Lille sud porte son nom.
- Une rue de Poitiers (quartier du Pâtis) près du CHU porte son nom.
- Une rue et un Ehpad portent son nom à Buchelay.
- Une rue porte son nom à Romans-sur-Isère.
- Une rue porte son nom au Haillan.
- Un chemin porte son nom à Thorigné-Fouillard.
- Une place porte son nom à Plaisir (Yvelines).

### Autres
- Son nom est donné à l'un des pavillons de l'hôpital Avicenne à Bobigny.
- Son nom est donné à la promotion 2017-2018 de la faculté de sciences médicales et pharmaceutiques de Besançon.
- Plusieurs écoles et crèches (Montpellier, Léguevin) et lieux (Perpignan et Plaisir) en France portent son nom.
- Un nouveau pavillon, qui est amené à terme à regrouper l’ensemble des activités du centre hospitalier d'Argenteuil (Val-d'Oise), inauguré en 2013, porte son nom[21].
- Un étage du service de pneumologie de l'hôpital Tenon à Paris porte son nom.
- Une maison de santé à Aubervilliers, intitulée "Fabrique de santé" et inaugurée en 2017, porte son nom.
- La bibliothèque universitaire du Pôle des formations et de la recherche en santé de l'université de Caen Normandie porte son nom[22].
- L'école maternelle de Bouillargues (sa commune de naissance) porte son nom.
- La série télévisée Nina, diffusée en France sur France 2, a donné son nom à l'hôpital fictif dans lequel se déroule l'action.
- Une résidence de Nantes porte son nom.
- Le 25 novembre 2019, pour le 177e anniversaire de sa naissance, Google faisant une erreur sur sa date de naissance affiche sur la page d'accueil de son moteur de recherche un Doodle en son hommage[23].
- Le bâtiment des spécialités médicales du centre hospitalier du Mans inauguré en 2020 porte son nom[24].
- Son nom a été retenu pour la future maison médicale de Montois-la-Montagne[25].
- En 2021, pour le centenaire de sa mort, un timbre postal à son effigie est édité par la Poste française.
- Le 1er mars 2021, un centre médical est inauguré à Cholet sous le nom de « service médical de proximité Madeleine-Brès »[26].
- En 2020, à Cherbourg-en-Cotentin, son nom, associé à celui d'Ambroise Croizat, est donné à un centre de santé.
- En 2023, à Versailles, son nom est donné au Centre de médecine et réadaptation cardiovasculaires[27].
- L'ancien bâtiment Jacques-Dorster du centre hospitalier métropole Savoie est renommé en bâtiment Dr-Madeleine-Brès lors de sa rénovation.